# Drissa Diakité
Drissa Diakité (Bamako, 1985. február 18. –) mali válogatott labdarúgó, jelenleg a Bastia játékosa.

## Sikerei, díjai
Djoliba AC
- Mali bajnok (1): 2004
- Mali kupagyőztes (2): 2002–03, 2004

MC Alger
- Algériai kupagyőztes (1): 2005–06

Olimbiakósz
- Görög bajnok (1): 2012–13
- Görög kupagyőztes (1): 2012–13